# 鶴岡市藤島体育館
鶴岡市藤島体育館（つるおかしふじしまたいいくかん）は、山形県鶴岡市にある市営の体育館である。

## 概要
山形県庄内平野の中心、藤島地域の中央に位置して国道345号沿いにある屋内スポーツ施設で、1996年に開設された。
特定非営利活動法人鶴岡市スポーツ協会が指定管理者として管理運営を行っている。

## 施設
- アリーナ
  - 42m×35m（1,470m2）
  - バスケットボールコート2面、バレーボールコート3面、バドミントンコート6面、テニスコート2面
  - ステージ（8m×40m）
  - 観覧席（420席）
  - ランニングコース（一周約200m）
- 研修室（定員30名）
- 会議室（定員60名・分割利用可）
- 軽スポーツルーム
- トレーニングルーム
- エントランスホール

## 開館時間・休館日
- 開館時間
  - 8:30 - 21:30
- 休館日
  - 毎週水曜日（水曜日が祝日の場合は翌日）
  - 年末年始（12月29日 - 1月3日）

## その他
- 駐車場あり（231台収容）[2]